# 怀仁村 (晋中市)
怀仁村是中國山西省晉中市榆次區張慶鄉的一個行政村。
怀仁村位于榆次市區西部，因其“山西酿醋第一村”而闻名于省内。该村自明代以来就盛产陈醋，几乎家家户户都有自己的醋作坊。
目前该村较大的酿醋企业有：
1. 山西四眼井酿造实业有限公司
2. 山西榆次灯山井酿造有限公司
3. 山西陈世家酿业有限责任公司
4. 榆次怀仁春润酿造厂
5. 山西恒顺老陈醋有限公司等

四眼井牌陈醋还被评为“山西省名牌产品”。